# 1 Lettre 1 Sourire
1 Lettre 1 Sourire est une initiative citoyenne française lancée par 10 cousins voulant lutter contre l’isolement des personnes âgées dans les établissements de santé en leur envoyant des lettres.
Cette initiative est née le 14 mars 2020 à la suite des mesures de confinement durant la pandémie de Covid-19 en France, pour maintenir un lien entre les générations malgré l’isolement renforcé par la situation sanitaire. De cette idée est née une association qui continue de faire vivre et de développer le projet. Une plateforme dédiée a été créée sur internet, permettant à chacun d’envoyer gratuitement une lettre à une personne âgée via un processus encadré par l’association.
Cette action a rapidement eu du succès auprès du public : 900 000 lettres ont été envoyées depuis le lancement de l’opération. Le relai de nombreux médias dans des articles de presse et à la télévision a contribué à la notoriété du projet, avec plus de 400 parutions presse en moins d'un an. Cela a permis d’accroître rapidement le nombre de lettres envoyées.

## Origine du projet

### Contexte
Le 11 mars 2020, en France, les mesures sanitaires imposent l'arrêt des visites des familles dans les EHPAD. Le 28 mars, les résidents des maisons de retraite sont confinés en chambre. Le 8 avril 2020, le confinement est prolongé. Le rapport de Jérôme Guedj « Lutter contre l’isolement des personnes âgées et fragiles isolées en période de confinement » est également remis au ministre des Solidarités et de la Santé français.

### Fondateurs du projet
À la suite de ces mesures, la demande de soutien de la part des établissements a été relayé. Le 17 mars 2020, 10 cousins alors âgés de 14 à 24 ans d’une famille originaire de Lille, ont proposé d’envoyer des lettres aux personnes âgées isolées dans les maisons de retraite pour les soutenir. En quelques jours, le site 1 Lettre 1 Sourire est né. Le nom choisi « 1 Lettre 1 Sourire » fait référence au moyen de communication utilisé et à l’effet recherché et procuré par le courrier reçu.

### Mission
La mission de l’association est de mobiliser un maximum de personnes pour lutter contre l’isolement des résidents des maisons de retraite en leur envoyant des lettres, une manière de lutter contre l’isolement favorisé par la situation sanitaire et le syndrome de glissement.

## Fonctionnement
Le principe du projet repose sur l’envoi d’une lettre à une personne âgée dans un EHPAD ou à domicile [réf. souhaitée]. Le processus est dématérialisé via la plateforme créée sur internet par l’association afin de faciliter la démarche et garantir les mesures d'hygiène. La localisation de l’établissement peut être choisie mais l’auteur de la lettre ne connaît pas l’identité du destinataire. Anecdotes, citations, poèmes, morceaux de vie, souvenirs de voyages peuvent être racontés. Il est aussi possible de joindre un dessin ou une photo à la lettre. Après relecture de la lettre, cette dernière est envoyée à l'établissement qui imprime et distribue ensuite le courrier aux résidents. L’association propose de rembourser les frais d’impression grâce aux dons qu’elle perçoit via la plateforme HelloAsso. Pour recevoir des lettres, les établissements doivent s'inscrire auprès de l’association pour être référencés.
En 2025, 1 800 établissements sont inscrits, et la plateforme s’est développée en France, en Suisse, en Belgique, au Luxembourg, au Canada, ainsi qu’aux États-Unis et en Angleterre dans une version anglophone (1 Letter 1 Smile). Le site est désormais accessible en espagnol, en allemand et en néerlandais.
L’association s’associe également à l'Éducation nationale et au réseau AEFE pour sensibiliser et impliquer les élèves de primaires, collèges et lycées.

Grand-mère lisant une lettre, présente sur le site d'1 Lettre 1 Sourire

## Reconnaissances
Le projet a remporté des prix et a bénéficié du soutien de différentes entreprises.

### Récompenses
- 1er Prix du Public du Hackathon Suisse organisé par l’EPFL (avril 2020)
- Prix coup de cœur de l’Agirc-Arrco de la Fondation « Confinés mais pas isolés » par Médéric Alzheimer (mai 2020)[14]
- Prix de la Fondation La Poste (novembre 2020)
- 2ème prix du dispositif « Coup de cœur » du groupe AESIO (décembre 2020)
- Korian (octobre 2020)
- Prix coup de cœur de l’appel à projet « Générations + » de la France Mutualiste[15]

L’association est référencée par l’Élysée, le Ministère des Solidarités et de la Santé, le Ministère de l’Éducation Nationale et de la Jeunesse, Monalisa.... Elle a aussi été reconnue d’utilité publique[réf. souhaitée]. 
- Don de la part de la Fondation Partage et Vie

### Partenariats
L'association possède un partenariat depuis 2019 avec l'ONG International Impact pour l'accueil d'engagés de Service Civique.
Autres partenaires : Actimel,, La Semaine Bleue,, Eram, International Impact, Sodexo, TotalEnergies, Makesense, Wenabi, Edelman, Wavestone, Bonjour Senior, Oracle

## Autres initiatives de l'association
- Go and Smile : des équipes de jeunes sillonnent la France, l'Europe ou le monde à pied, à vélo ou en mobylette pour distribuer des lettres de bienveillance aux personnes âgées.
- Troupe de théâtre : lors des étés 2020 et 2021, la jeune troupe « Les derniers enfants du siècle » performe Fantasio d'Alfred de Musset dans des EHPAD à travers la France, tout en leur distribuant des lettres manuscrites écrites par des spectateurs lors de représentations dans d'autres lieux[24].
- Lettres aux étudiants : de mars à août 2021, 1 Lettre 1 Sourire offre la possibilité d'écrire aux étudiants, touchés par les divers confinements et restrictions durant cette période.
- Podcast : le 26 avril 2021,1 Lettre 1 Sourire lance sa série de podcasts nommée « Lues[25] », qui regroupent plusieurs lettres écrites sur leur site, avec entre autres les voix des comédiens de la troupe de théâtre.

## Identité

### Identité visuelle
La charte graphique de l'association établit le logotype sous deux formes : l'une en couleurs, l'autre en noir et blanc. Dans ses lettres, l'association utilise la police de caractères Eido, qui « permet d'améliorer de 30 % la perception des lettres, et des mots, et d'opérer un gain de temps dans l'extraction des infos », ce qui est adapté pour les malvoyants, sachant que près de 15 % des plus de 65 ans sont atteints de dégénérescence maculaire liée à l'âge. Pour le reste de ses productions, l'association utilise Montserrat dans sa variante Classic.
Les couleurs adoptées pour l'identité visuelle sont les suivantes :
- #EEC94D
- #98C1D9
- #3D5A80
- #293241
- #F9D564

### Slogans
La charte graphique répertorie également les slogans suivants :
1. « De l'amour en quelques clics » ;
2. « Propager le virus de l'amour » ;
3. « Ne confinons pas l'amour » ;
4. « Ne nous embrassons pas mais serrons-nous les coudes » ;
5. « L'alternative aux postillons , postons ! » ;
6. « Si le virus attaque les poumons , la solitude étouffe » ;
7. « Souriez vous écrivez »[26].